# خنزيرية الأسنان
خنزيرية الأسنان (الاسم العلمي: Choerolophodontidae)، فصيلة منقرضة من الخرطوميات تنتمي إلى الفيلانيات.هناك جنسان معروفان على نطاق واسع تابعين لها، وهما: أفروكيرودون (الاسم العلمي: Afrochoerodon) وكيرولوفودون (الاسم العلمي: Choerolophodon).